# Lys des Incas
Alstroemeria aurea
Espèce
Classification phylogénétique
Le lys des Incas (Alstroemeria aurea), encore appelé amancay, est une plante herbacée vivace du genre Alstroemeria et de la famille des Liliacées selon la classification classique de Cronquist (1981) ou des Alstroémériacées selon la classification phylogénétique.
C'est une fleur typique de Patagonie qui y fleurit de décembre à mars.
Synonyme : Alstroemeria aurantiaca D. Don

## Étymologie
Le nom Alstroemeria a été donné en l'honneur du botaniste suédois Clas Alströmer disciple de Linné. 

## Caractéristiques
- fleurit en été

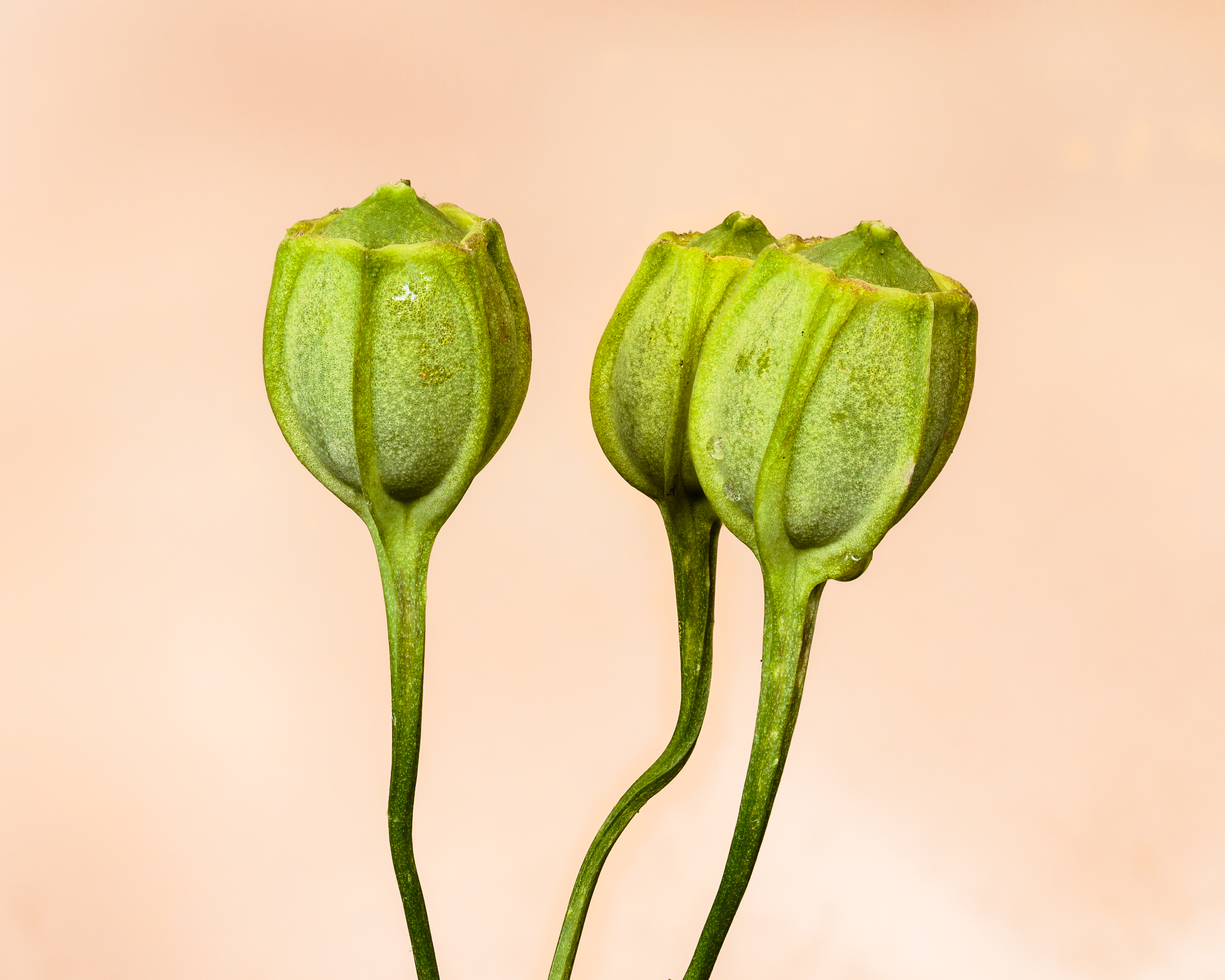
Des capsule (botanique) du lys des Incas.

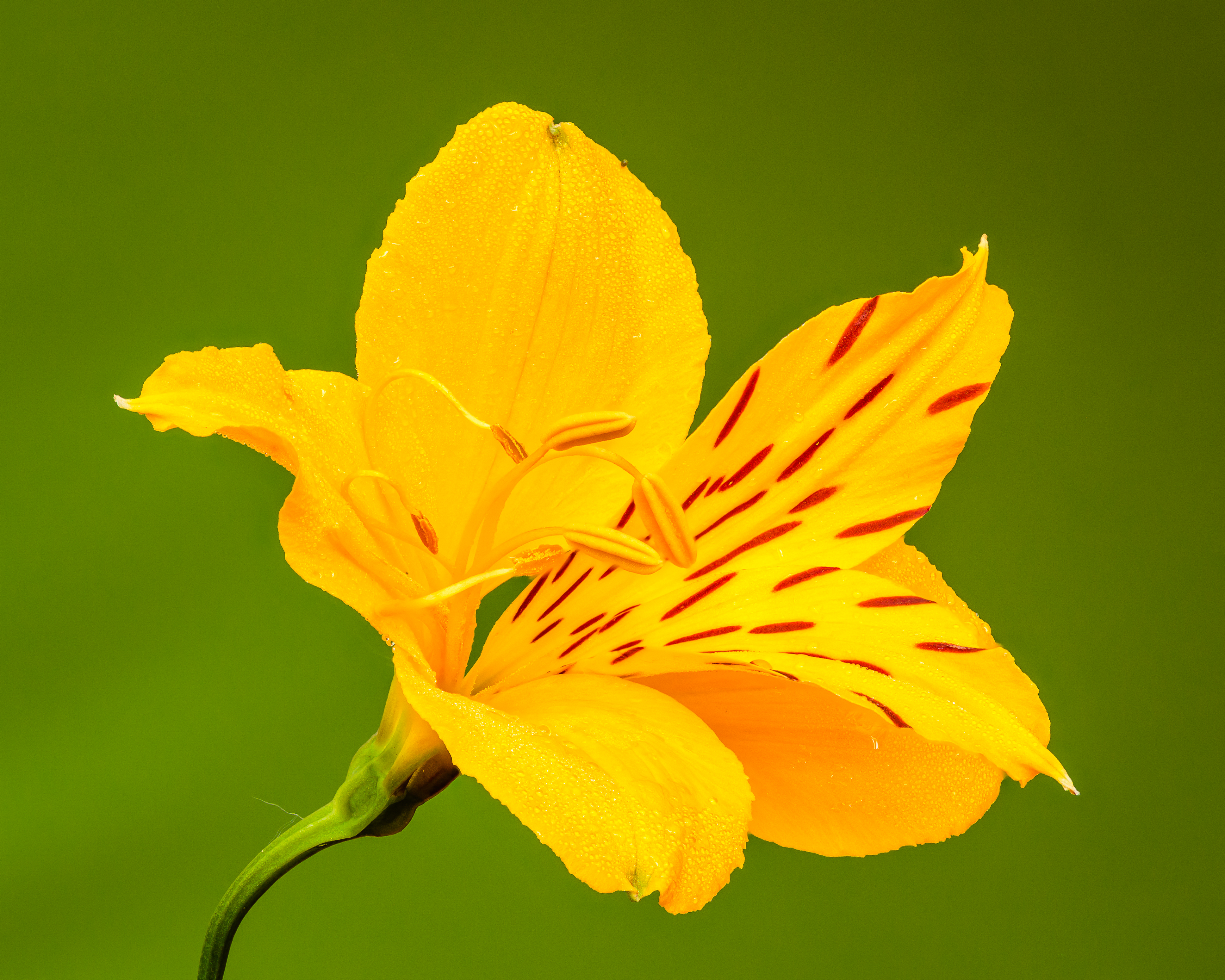
Fleur de lys des incas.

- exposition : mi-ombre, ombre, Soleil
- sol : drainé, riche en humus
- utilisation : massif
- feuilles caduques
- multiplication : semis, division de touffe
- hauteur : 70 cm
- température : cette vivace tubéreuse est rustique et supporte jusqu'à -10 degrés